# Algeciras
För andra betydelser, se Algeciras (olika betydelser).
Algeciras [alxeθiʹras] är en hamnstad i Andalusien i sydligaste Spanien, belägen cirka 15 kilometer från Iberiska halvöns sydligaste punkt och cirka 10 kilometer från Gibraltar. Folkmängden uppgår till cirka 120 000 invånare, med cirka 230 000 invånare i storstadsområdet (inklusive bland annat La Línea de la Concepción, men exklusive Gibraltar). Algeciras har en av världens mest trafikerade hamnar med mycket trafik till och från Afrika tack vare sitt läge. Det finns regelbundna färjelinjer till både Tanger i Marocko och den spanska enklaven Ceuta på andra sidan Gibraltar sund. Från Algeciras utgår även järnväg och motorväg som leder till övriga Spanien.
Namnet Algeciras kommer från arabiskans al-jazira, ’ön’.
Algeciras har haft stor betydelse som hamnstad allt sedan antiken. Den ursprungliga staden som låg söder Río de la Miel intogs av morerna 711, vilka sedan innehade den fram till 1344, varefter de i grunden förstörde den 1369. Då Storbritannien erövrade Gibraltar, anlade en del av innevånarna därifrån den nuvarande staden. Under Napoleonkrigen fanns här en stor spansk flottbas, och ett antal sjöslag utkämpades med styrkorna baserade i det brittiska Gibraltar tvärs över bukten. 
Under Falklandskriget försökte den argentinska militären skicka några Montoneros att sabotera de brittiska militärbaserna i Gibraltar, men misslyckades. Planen kallades Operation Algeciras.